# Washington Under the American Flag
Washington Under the American Flag è un cortometraggio muto del 1909 diretto da J. Stuart Blackton. Segue Washington Under the British Flag, girato nel giugno 1909: i due corti facevano parte di un progetto intitolato The Life of George Washington.
Fu il debutto sullo schermo per Clara Kimball Young: l'attrice sarebbe diventata di lì a poco uno dei volti più noti e popolari del cinema dell'epoca.

## Produzione
Il film fu prodotto dalla Vitagraph Company of America.

## Distribuzione
Distribuito dalla Vitagraph Company of America.